# Silbenzählendes Versprinzip
Als silbenzählendes oder auch syllabisches Versprinzip wird in der Verslehre ein Versprinzip bezeichnet, bei dem sich die metrische Form in erster Linie anhand der Zahl der Silben im Vers bestimmt. Dementsprechend werden in der Terminologie von Literaturen, in denen die Silbenzählung dominiert, die Versmaße häufig anhand der Silbenzahl benannt, beispielsweise der Endecasillabo („Elfsilbler“) in der italienischen Dichtung.

## Merkmale und Probleme
Die Versifikation entsprechend der Silbenzahl hat eine sehr alte Tradition, für die sich Belege in den ältesten Texten des Altiranischen und des Sanskrit, in altgriechischen Texten und den frühesten Beispielen chinesischer und japanischer Dichtung finden. Darüber hinaus hat der syllabische Vers in der Dichtung der meisten europäischen Sprachen zumindest zeitweise eine Rolle gespielt.
Trotz dieser ehrwürdigen Tradition sind rein syllabische Formen, das heißt Versifikation, bei der die Silbenzahl des Verses das einzige Strukturprinzip ist, die große Ausnahme. Als Grund dafür werden wahrnehmungspsychologische Probleme bei der Rezeption als die wichtigsten genannt und hier vor allem fehlende Markierung, was sich an folgendem Beispiel illustrieren lässt:
Am Fuße der Alpen, bei

Locarno im oberen

Italien, befand sich ein

altes, einem Marchese

gehöriges Schloß, das man

jetzt, wenn man vom St. Gotthard

kommt, in Schutt und Trümmern lie-

gen sieht.
Hier wurde der erste Satz von Kleists Bettelweib von Locarno in „Verse“ zu je 7 Silben gruppiert. Erst an dessen Ende kollidiert die Gruppierung mit der Wortfolge. Offensichtlich wird dieser Text als Prosa wahrgenommen und nicht als gebundene Rede. Wir können zwar, ohne explizit zu zählen, kleine Objektgruppen unmittelbar als gleich groß oder Teilsequenzen in einer Folge als gleich lang wahrnehmen, ohne Anhaltspunkt für Beginn und Ende solcher Teilsequenzen entgeht die Gruppierung allerdings der Wahrnehmung des Hörers.
Das hat zur Folge, dass bei den allermeisten Formen syllabischer Dichtung die Versgrenze durch andere sprachliche Mittel markiert wird, zu diesen gehören insbesondere die Sprechpause am Versende, Hebung auf der letzten Silbe und Endreim.
Wie gesagt, die menschliche Fähigkeit, Folgen als gleich lang zu erfassen, ohne ausdrücklich mitzuzählen, ist auf relativ kurze Folgen beschränkt. Diese Maximallänge entspricht der bekannten Begrenzung des Kurzzeitgedächtnisses (Chunking) auf etwa 7 bis 8 Objekte, das heißt, auch wenn das Versende entsprechend markiert ist, so kann die Regelmäßigkeit in der Silbenzahl dem Hörer nur dann bewusst werden, wenn die Verse höchstens 7 oder 8 Silben lang sind. Sind syllabische Verse länger, so werden sie in der Regel durch Zäsur unterteilt. Rein syllabische Formen, also solche ohne Markierung außer der Sprechpause, sind in der Regel insgesamt kurz. Bekannte Beispiele sind die japanischen Formen des Haiku und des Tanka, die allerdings schon nicht mehr rein syllabisch sind, da hier die Silbenquantität einbezogen wird, es werden also nicht Silben, sondern Moren gezählt. Beim 17 Moren langen Haiku wird dabei nach dem Schema 5–7–5 in drei Gruppen unterteilt, das mit 31 Moren deutlich längere Tanka in fünf Gruppen nach dem Schema 5–7–5–7–7, wobei dieses wieder in zwei Teile (5–7–5 und 7–7) gegliedert wird.

## Entwicklung in den europäischen Sprachen
Wie in der japanischen, so wurden auch in der chinesischen, der altindischen und in der griechischen Dichtung rein syllabische Formen schon früh zugunsten zusätzlicher Strukturierung durch weitere Merkmale wie Tonhöhe oder Silbendauer aufgegeben. Im Lateinischen wurde das quantitierende Prinzip der griechischen Dichtung ab dem 2. Jahrhundert v. Chr. übernommen und war bestimmend für die lateinische Dichtung der Goldenen und Silbernen Latinität. Mit dem Beginn der Spätantike ging jedoch die intuitive Erfassung von Silbenquantitäten bei den meisten Hörern verloren und man ging dazu über, Silben zu zählen, wobei das Versende zunehmend durch obligatorische Betonung der letzten oder vorletzten Silbe und durch Endreim markiert wurde.
Diese Merkmale übertrugen sich auf die mittellateinische Dichtung und in unterschiedlichem Maß auf die modernen europäischen Sprachen. So war die französischen Dichtung weitgehend silbenzählend, wobei Zäsur und Versende durch Hebung markiert wurden, in der italienischen und spanischen Dichtung spielte Betonung eine deutlich größere Rolle, auch wenn die Versmaße sich von silbenzählenden Formen herleiteten. In der anglonormannischen Dichtung wurden zunächst die altfranzösischen Formen und damit die beherrschende Stellung des Achtsilblers (octosyllabe) übernommen. Allerdings wurde die genaue Silbenzahl oft nicht eingehalten, dafür hatten die Verse sehr regelmäßig vier Hebungen, de facto konnte sich also das syllabische Prinzip im Englischen nicht durchsetzen und die englische Metrik entwickelte ein akzentuierendes Versprinzip.
Unsicherheiten bei der Silbenzählung bestehen übrigens von Anfang an, insofern es nicht von vornherein klar ist, ob beim Aufeinandertreffen zweier Vokale an der Silbengrenze eine oder zwei Silben gezählt werden sollen, da man die beiden Vokale in der Aussprache zum Diphthong verschmelzen kann, wie im klassischen Latein (Synaloiphe), oder sie getrennt aussprechen kann, wie im Mittellateinischen (Hiatus). Außerdem war bei Markierung des Versendes durch Betonung oft unklar, ob eine unbetonte Silbe am Versende mitzuzählen ist oder nicht. Im Französischen wird eine unbetonte Silbe am Versende regelmäßig elidiert.
In der deutschen Dichtung wurden syllabische Formen in Mittelalter und früher Neuzeit aus der mittellateinischen und französischen Dichtung übernommen, allerdings in Verbindung mit Alternation, also dem regelmäßigen Wechsel von Hebung und Senkung im Versakzent, wobei die natürliche Betonung (der Wortakzent) häufig ignoriert wurde, wodurch es zu Tonbeugungen kam. Beispiele solcher syllabischen Formen finden sich im strengen Knittelvers, dem Meistersang und der Kirchenlieddichtung. Mit der Reformation der deutschen Metrik durch Martin Opitz kam dann im Barock auch im Deutschen der Übergang zu einer akzentuierenden Metrik. Seitdem spielt der syllabische Vers in der deutschen Dichtung keine Rolle mehr.
Eine eigenständige, von den Formen aus dem spätantiken Latein weitgehend unabhängige Entwicklung nahm die inselkeltische Dichtung in Irland und Schottland (gälisch) und in Wales (kymrisch). In beiden Traditionslinien dominieren teilweise äußerst komplexe syllabische Formen, bei denen vorgegebene Silbenpositionen durch Betonung, Reimverschränkung, Alliteration und Assonanz markiert werden. Als Beispiel die als relativ einfach geltende, Deibhidhe genannte vierzeilige irische Strophenform aus jeweils 7-silbigen Versen:

x x x x x x á

x x x x x x́ a

x b x x x x b́

x x x b x x́ b
Hierbei zeigt der Akzent eine betonte Silbe, x eine ungereimte und a und b gereimte Silben an, wobei der irische Reim die silbenweise Übereinstimmung der Vokale und entsprechende Klassen bei den Konsonanten fordert.

## Moderne syllabische Dichtung im Englischen
Eine moderne Entwicklung ist der syllabische Vers in der englischen und amerikanischen Literatur ab dem Ende des 19. Jahrhunderts. Der Pionier dieser Form ist Robert Bridges, dessen Testament of Beauty (1929) mit 5000 Versen das längste syllabische Gedicht im Englischen ist. Bridges entwickelte auch anhand von John Miltons Paradise Lost eine Theorie der Elision, der zufolge er die metrische Korrektheit der Miltonschen Verse nachwies. Seine Unterscheidung zweier Formen der Vokalelision (y-glide und w-glide) wird heute noch in metrischen Untersuchungen verwendet.
In dem 1915 posthum publizierten Band Verse entwickelte die amerikanische Dichterin Adelaide Crapsey in Anlehnung an japanische Formen die fünfzeilige Cinquain mit dem Schema 2–4–6–8–2, kombiniert mit (jambischer) Alternation. Als Beispiel das Gedicht November
Listen...

With faint dry sound,

Like steps of passing ghosts,

The leaves, frost-crisp'd, break from the trees

And fall.
Solche Mischformen zwischen syllabischem und akzentuierendem Vers werden in der englischen Terminologie als accentual-syllabic verse bezeichnet. Eine weitere für ihre komplexen syllabischen Formen bekannte Autorin ist Marianne Moore. Als Beispiel No Swan so Fine:
"No water so still as the

dead fountains of Versailles." No swan,

with swart blind look askance

and gondoliering legs, so fine

as the chintz china one with fawn-

brown eyes and toothed gold

collar on to show whose bird it was.

Lodged in the Louis Fifteenth

Candelabrum-tree of cockscomb-

tinted buttons, dahlias,

sea urchins, and everlastings,

it perches on the branching foam

of polished sculptured

flowers — at ease and tall. The king is dead.
Das zugrundeliegende Schema sind zwei Strophen mit dem Schema 7–8–6–8–8–5–9. Auffällig ist, dass die Struktur vor dem Hörer verborgen wird. Die Versenden sind rhythmisch nicht nur nicht markiert, sondern durch Enjambement (cockscomb-/tinted buttons) noch zusätzlich getarnt. Die beiden Reime in jeder Strophe sind zwar durch Einrückung für den Leser kenntlich, dem weniger aufmerksamen Hörer werden sie aber entgehen.
Diesem Prinzip, syllabischen Vers zu verwenden, um die zugrundeliegende Struktur und Bindung vor Leser und Hörer zu verbergen, durch das ein Gedicht wie freier Vers mit ein paar gelegentlich eingestreuten Reimen und Assonanzen erscheint, folgte auch Dylan Thomas. Als Beispiel In My Craft Or Sullen Art:
| In my craft or sullen art Exercised in the still night When only the moon rages And the lovers lie abed With all their griefs in their arms, I labour by singing light Not for ambition or bread Or the strut and trade of charms On the ivory stages But for the common wages Of their most secret heart. Not for the proud man apart From the raging moon I write On these spindrift pages Nor for the towering dead With their nightingales and psalms But for the lovers, their arms Round the griefs of the ages, Who pay no praise or wages Nor heed my craft or art. | a b c d e b d e c a b c d f e c a |

Hier wird durch das komplexe Reimschema [abcdebdecca abcdfecca] mit dem meist großen Abstand zwischen Reimpaaren und durch das Fehlen rhythmischer Regelmäßigkeit die zugrundeliegende Struktur der 7-silbigen Verse eher verborgen als markiert.
Neben den Genannten haben zahlreiche weitere Autoren der modernen angelsächsischen Literatur syllabische Verse verfasst, darunter Elizabeth Daryush, W. H. Auden, Donald Justice, Thom Gunn, Richard Howard und Robert Wells. Für diese Lyriker bot der seine Regelmäßigkeit verbergende syllabische Vers eine interessante und flexible Alternative auf halbem Weg zwischen den klassischen akzentuierenden Formen und dem freien Vers.